# Spiaggia di Mogor

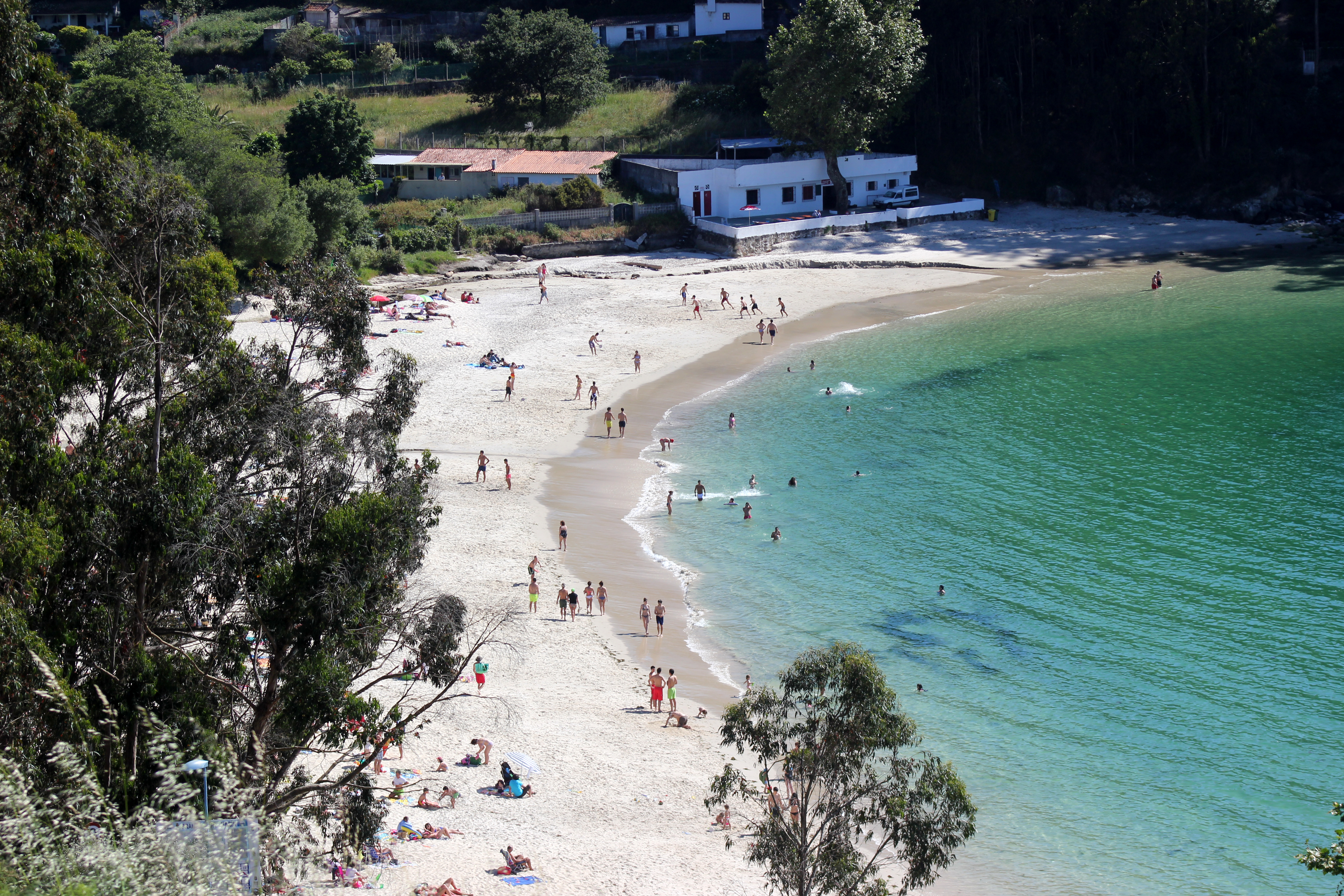
Spiaggia di Mogor

La spiaggia di Mogor è una spiaggia galiziana situata nel comune di Marín nella provincia di Pontevedra, in Spagna. È lunga 400 metri e si trova sulla ria di Pontevedra a 8 km da Pontevedra.

## Descrizione
È una spiaggia a forma di conchiglia sulla ria di Pontevedra, circondata da una lussureggiante foresta su uno sperone roccioso. La sabbia è bianca e fine ed la spiaggia è riparata dai venti, con acque calme che favoriscono la pratica degli sport acquatici: sci nautico, vela, moto d'acqua, windsurf e pedalò. 
La bandiera blu sventola lì. Dispone di un parcheggio a 500 metri e dista 600 metri dalla spiaggia di Portocelo.

## Accesso
Da Pontevedra, si prende la strada costiera PO-12 e PO-11 in direzione di Marín. A Marín si prende la strada PO-551 e alla fine dell'area recintata della scuola navale la stradina che porta alle spiagge.

## Galleria d'immagini

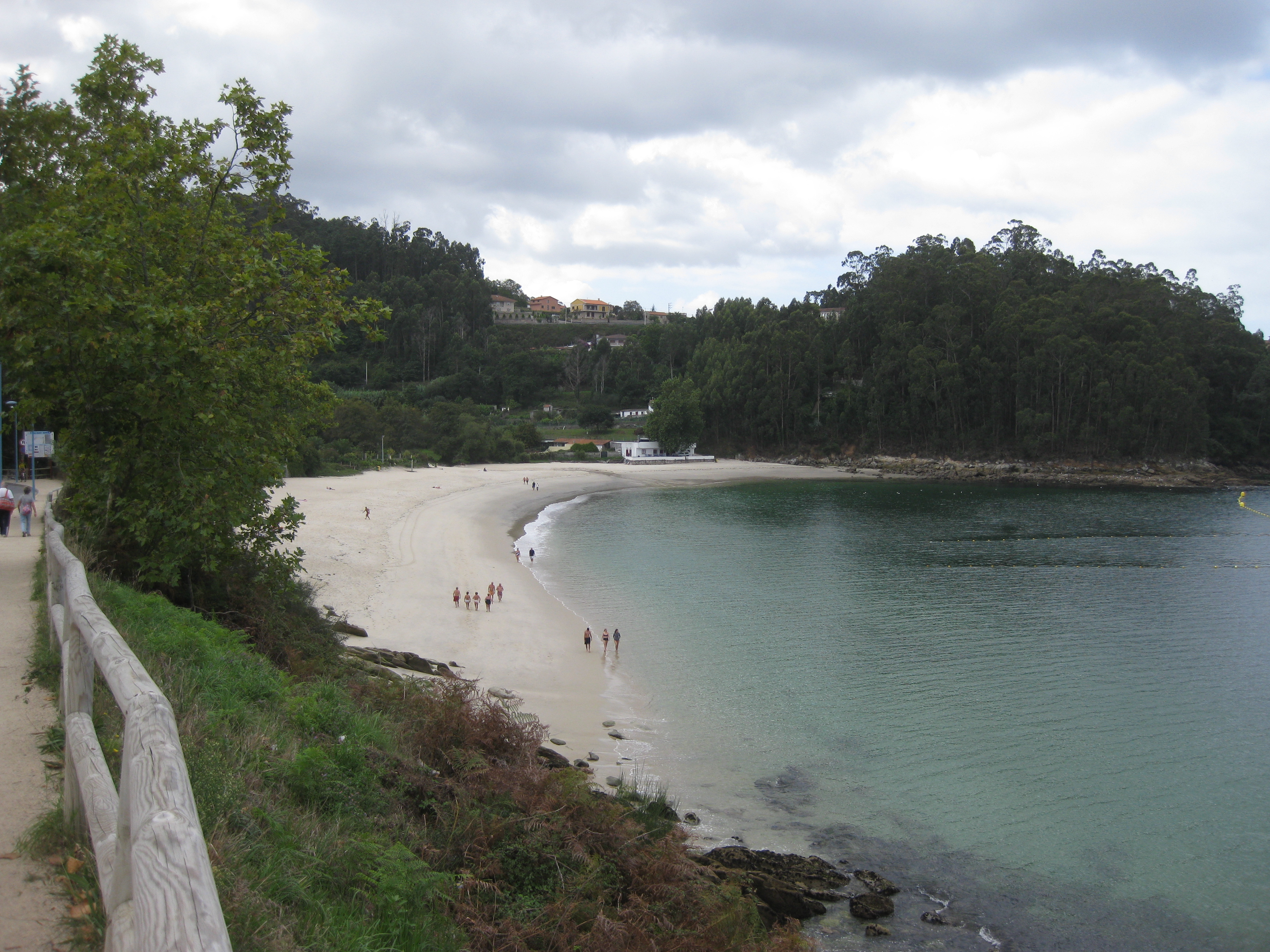
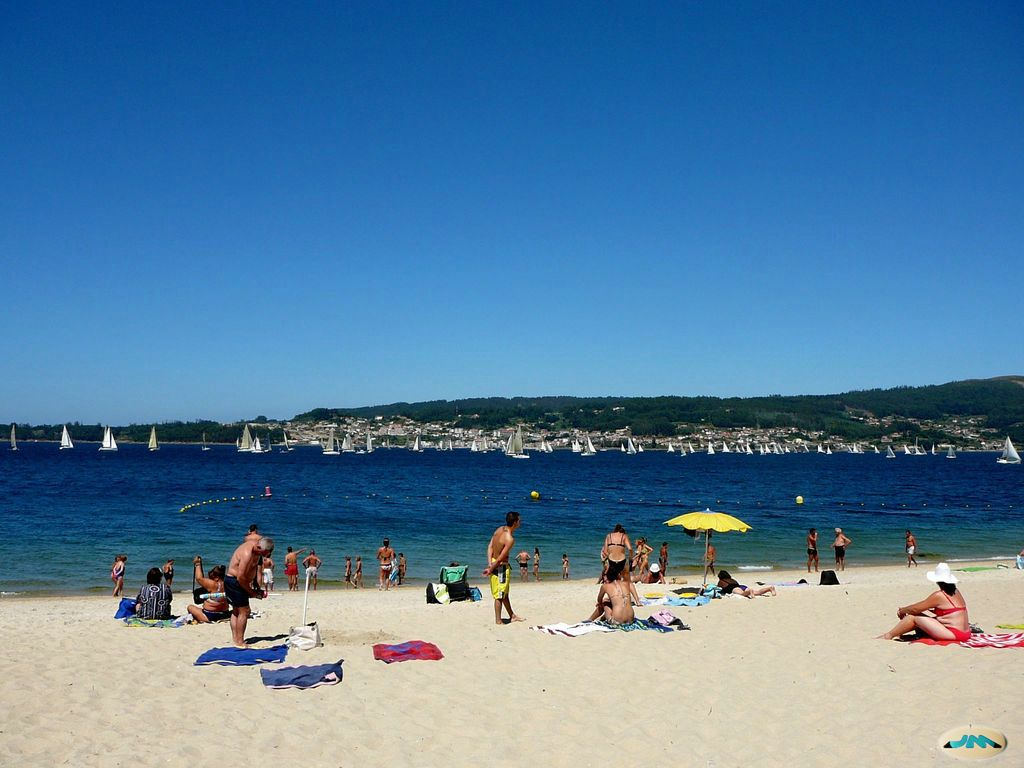
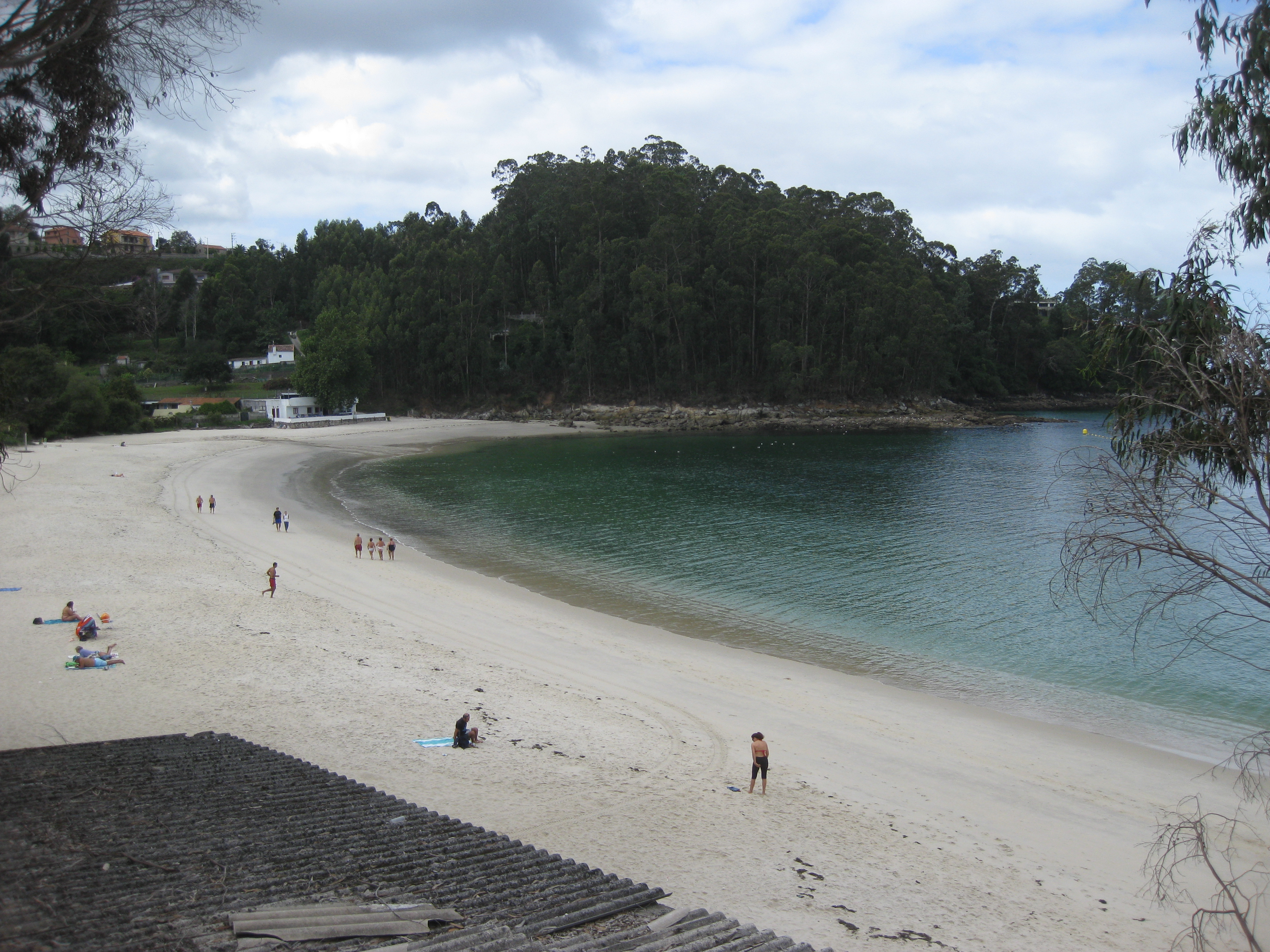
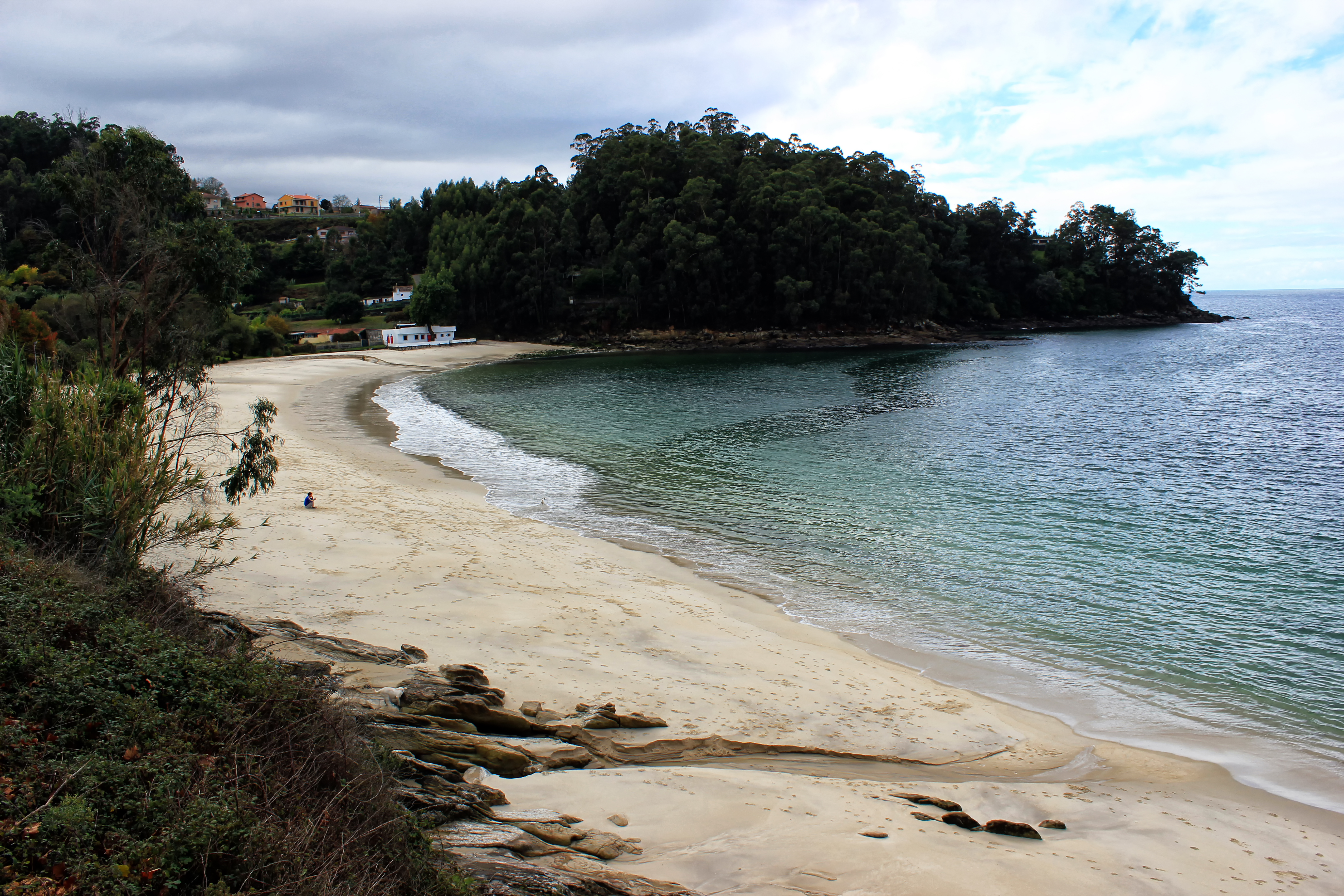
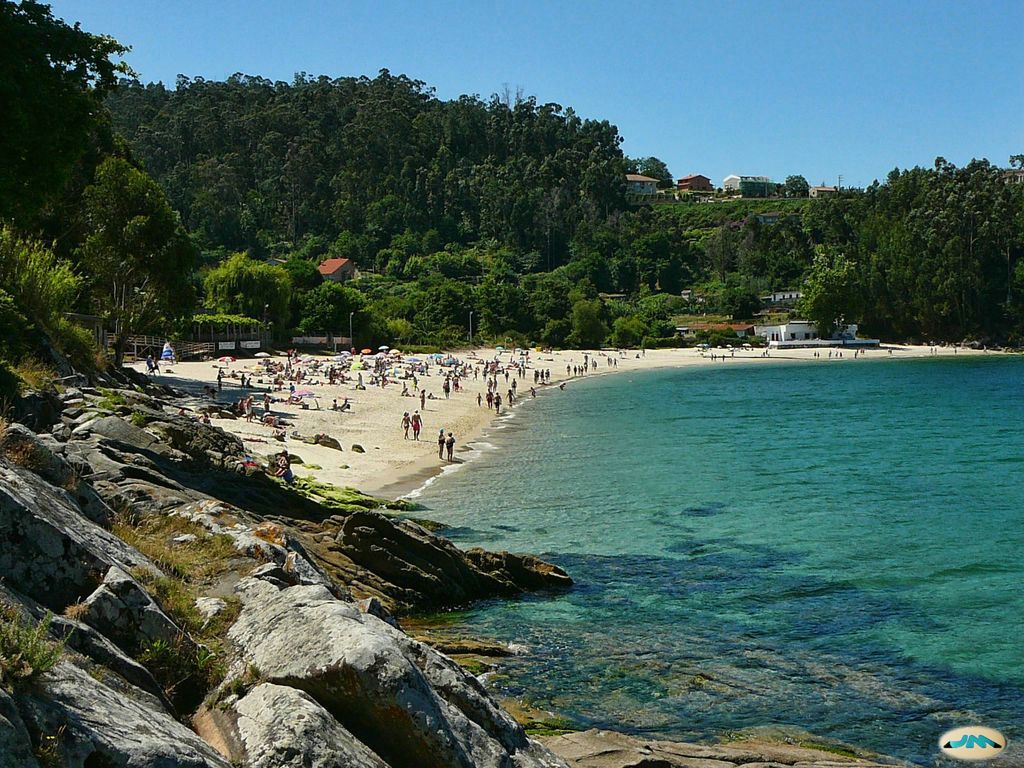
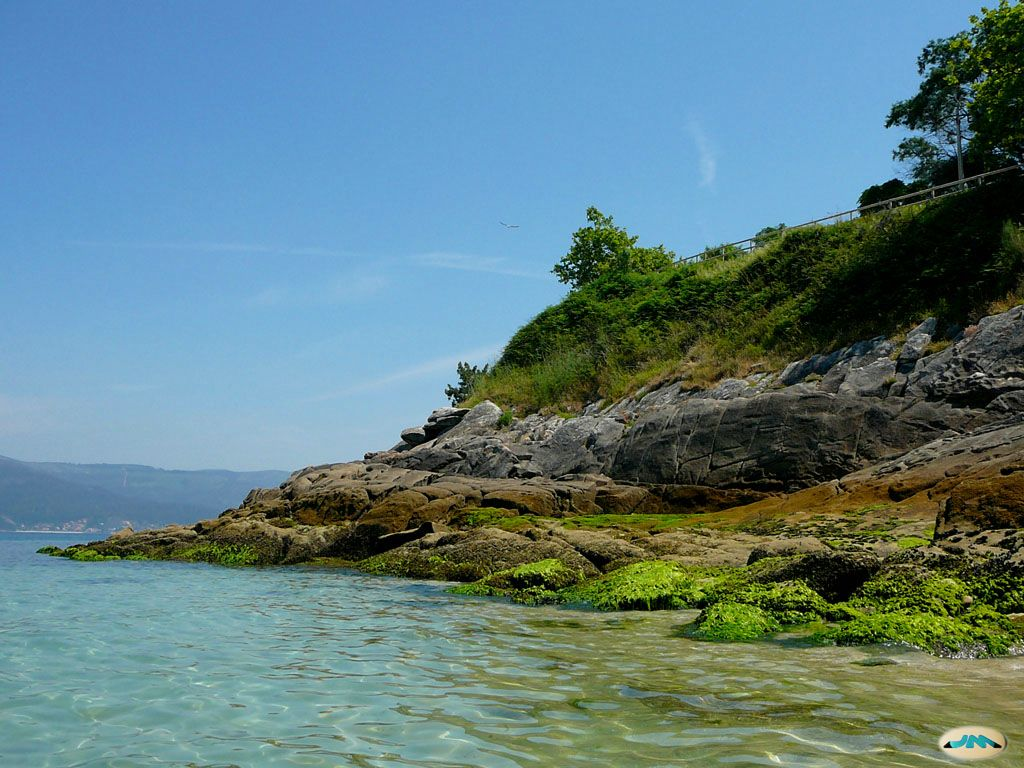
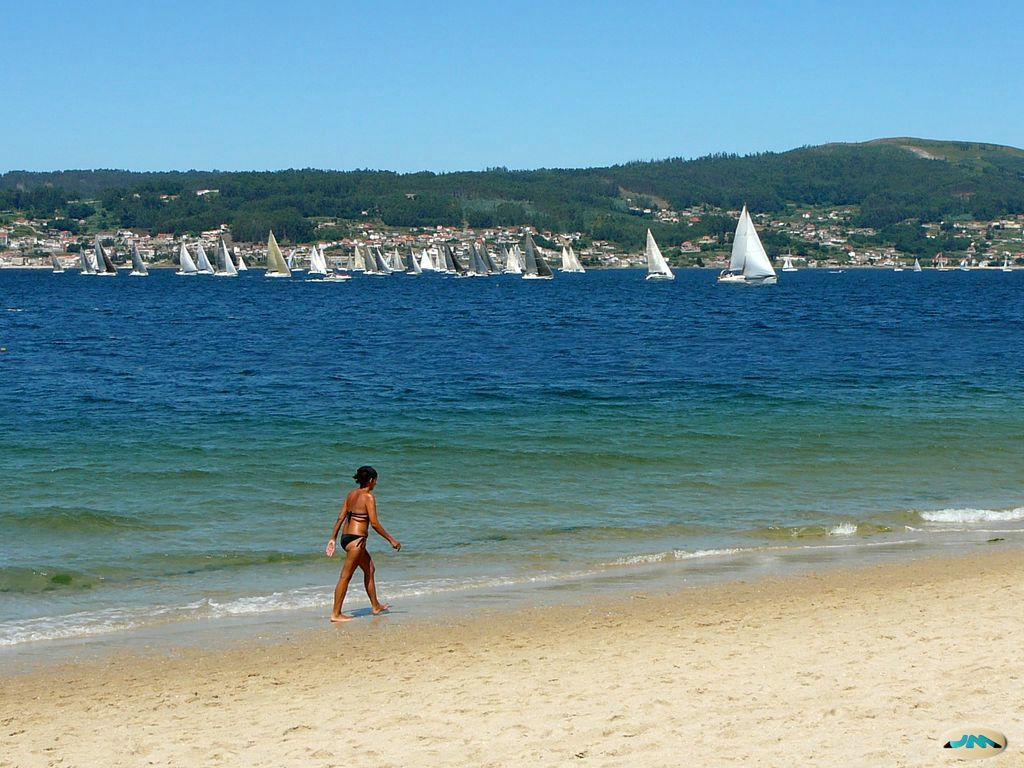
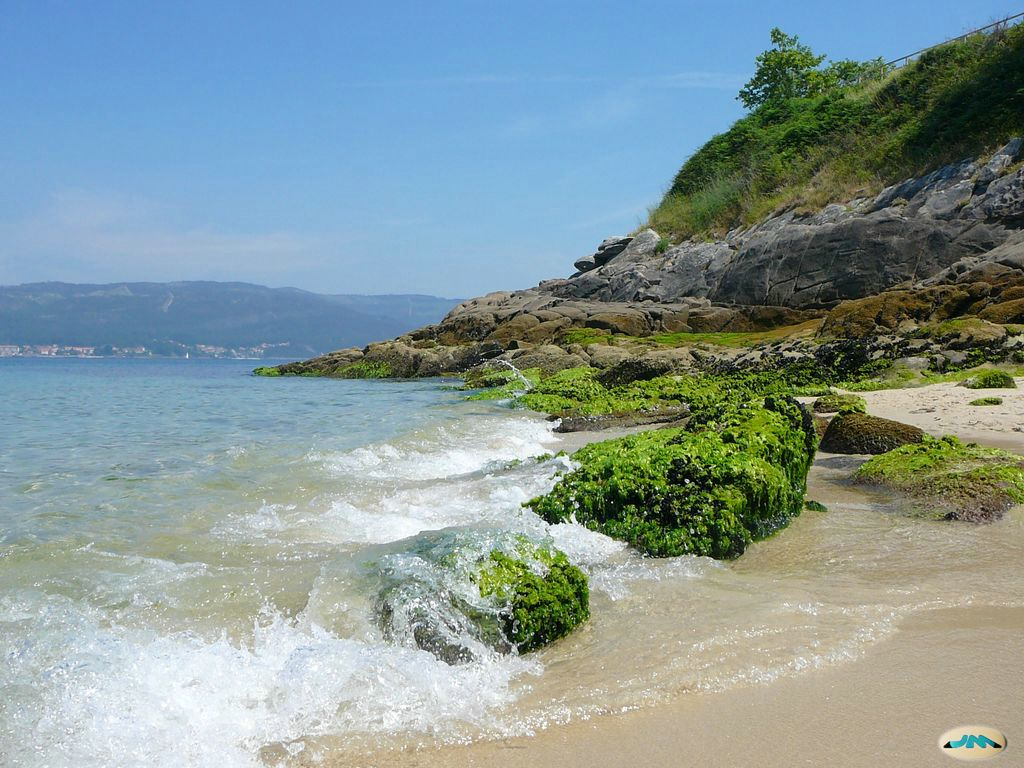
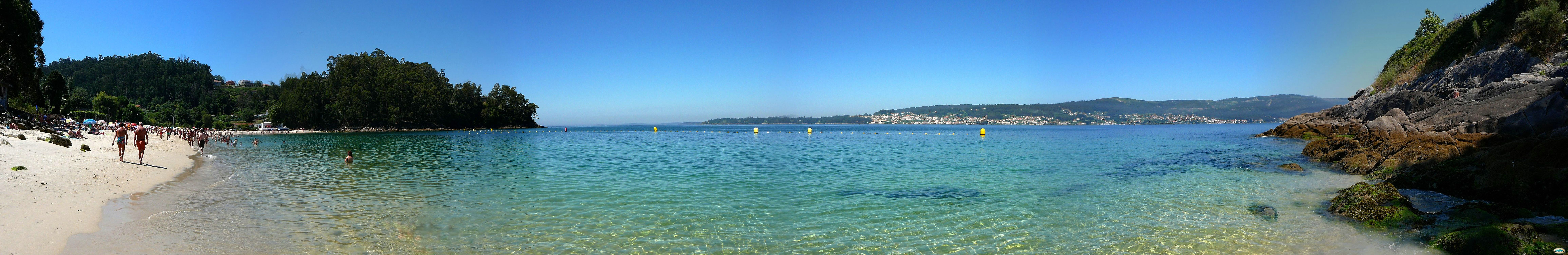